# Tilbury
Koordinaten: 51° 28′ N, 0° 22′ O
Tilbury ist eine Stadt in der Unitary Authority Thurrock (Essex) in England. Sie hat 12.091 Einwohner (Stand: 2001) und liegt am Nordufer der Themse. Tilbury hat einen Seehafen und eine Festung. Am Ufer der Themse steht das Tilbury-Kraftwerk.

## Geschichte
Mitte des 7. Jahrhunderts gründete Cedd, Bischof der Ostsachsen, in Tilaburg ein Kloster, das neben Ythancaestir (Bradwell-on-Sea) ein bedeutendes Missionszentrum jener Zeit war.
Elisabeth I. hatte 1588 ihre Hauptarmee hier stationiert, um die Spanische Armada von der Eroberung Londons abzuhalten, obwohl die Themse an dieser Stelle schwerlich zu überqueren war. Die bei diesem Anlass vor dem Heer gehaltene Tilbury-Rede gilt als berühmteste Rede der Königin.
Ungefähr 3,8 km östlich von Tilbury liegt das im 19. Jahrhundert erbaute Coalhouse Fort, das vor allem in den beiden Weltkriegen strategische Bedeutung hatte.

## Festung
Die Festungen von Tilbury (Tilbury Fort) waren eine bedeutende Verteidigungsanlage für London, besonders während der Kämpfe gegen die Spanische Armada und während der Englisch-Holländischen Kriege. Die erste Festung in Tilbury wurde 1539 von Heinrich VIII. errichtet.

## Verkehr
Der Seehafen Tilbury ist der drittgrößte in Großbritannien (nach London Gateway und Felixstowe).
Durch Tilbury verläuft die London, Tilbury and Southend Line, die zurzeit durch das Eisenbahnverkehrsunternehmen C2c betrieben wird. Auf dem Gebiet von Tilbury liegen zwei Bahnhöfe: „Tilbury Town“ und „Tilbury East“. Ein weiterer Bahnhof, „Riverside“, wurde 1990 geschlossen, der Verkehr zur Fähre nach Gravesend wird seitdem durch eine Buslinie gewährleistet.

## Persönlichkeiten

### Söhne und Töchter der Stadt
- Thomas von Neumarkt (1297–1378), Prämonstratenser, Titularbischof von Sareptensis, Weihbischof in Breslau, Hofkaplan und Leibarzt

### Mit der Stadt verbundene Persönlichkeiten
- Adewale Akinnuoye-Agbaje (* 1967), Schauspieler

## Bilder

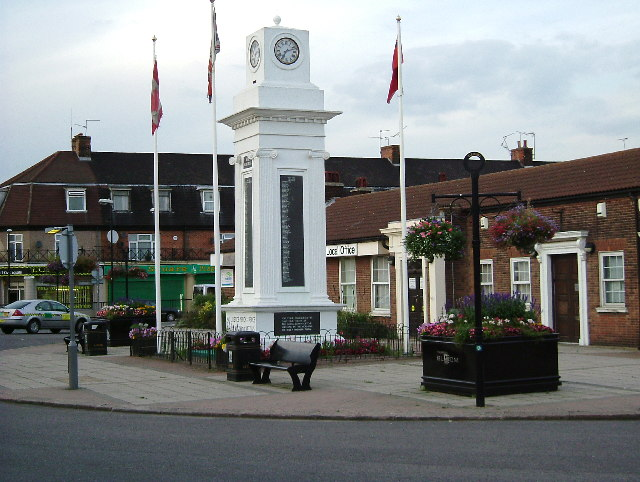
Zentraler Platz Civic Square mit Kriegsdenkmal
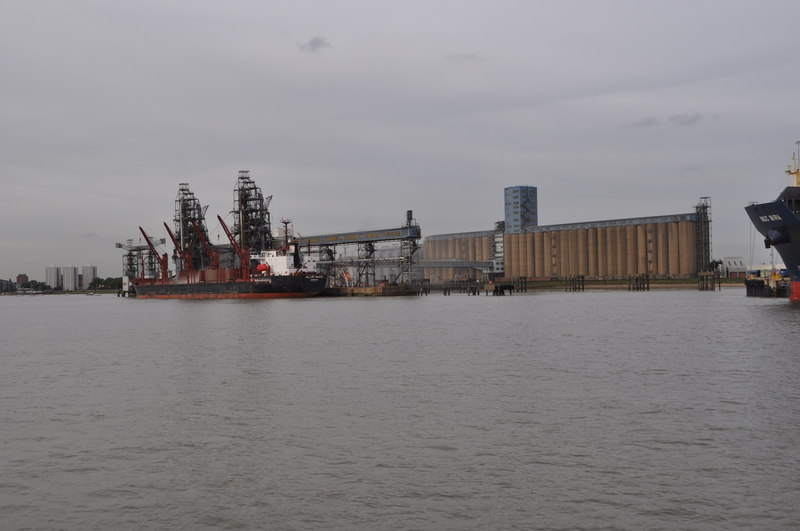
Getreidehafen und Silos
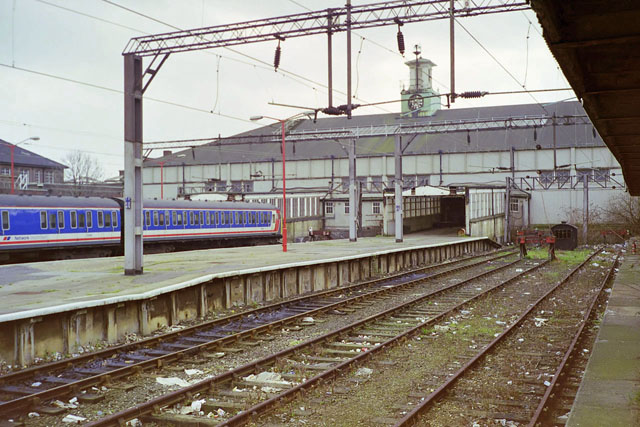
Bahnhof „Riverside“
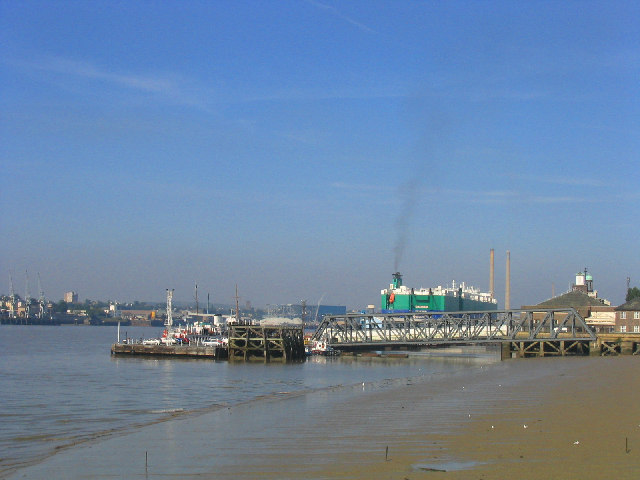
Anlegestelle der Fähre nach Gravesend
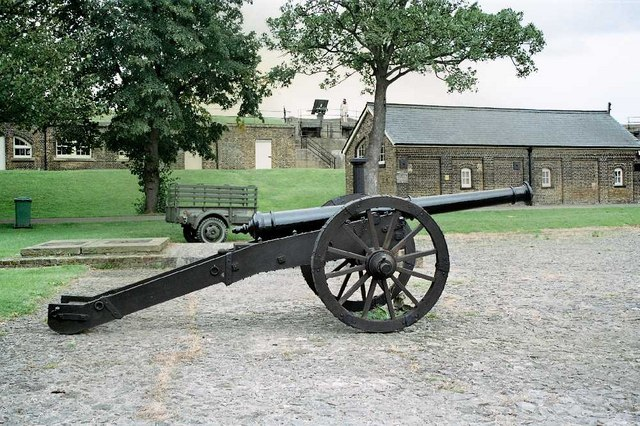
Festung
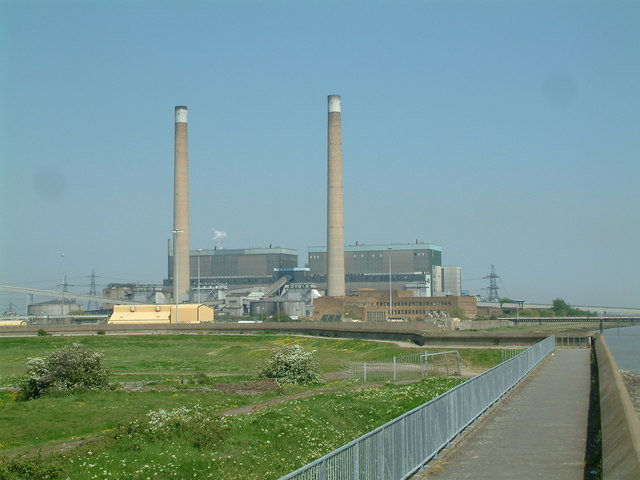
Kraftwerk